# Daniel Pešta
Daniel Pešta (* 1. května 1959, Praha) je český multimediální vizuální umělec.

## Život
Narodil se v rodině architekta Antonína Pešty a psycholožky Heleny Montanelli-Peštové. Vystudoval stavební průmyslovku a Výtvarnou školu Václava Hollara v Praze. Během komunistického režimu tvořil v ústraní a byl součástí alternativní kultury. Později se živil jako grafický designér plakátů a obalů gramofonových desek. Po roce 2000 užitou tvorbu opustil a věnuje se výhradně volné tvorbě.
V roce 1998 a 2000 absolvoval dva studijní pobyty v New Yorku. Samostatně vystavuje od roku 1992. Účastní se řady prestižních výtvarných expozic a bienále. Mezi nejvýznamnější patří autorský projekt I was born in your bed, který se konal u příležitosti 55. Bienále v Benátkách roku 2013. Následně se představil na Benátském bienále v rámci kolaterálních projektů Personal Structures v Palazzo Bembo (Záznamy noční hlavy, 2015) a v Palazzo Mora (cyklus obrazů Výkřiky, 2017). Byl oceněn druhou cenou za malbu na London Art Biennale v roce 2017 a druhou cenou za expresionistické umění roku 2019 tamtéž. Vyvrcholením dosavadní tvorby byla Peštova rozsáhlá autorská výstava DeTermination, kterou v roce 2018 uspořádalo Centrum současného umění DOX v Praze.
Je ženatý s Dadjou Altenburg-Kohl. Má dceru Karolínu Peštovou-Matoušovou, absolventku výtvarné teorie na UK v Praze.

## Dílo
Před rokem 1989 se Daniel Pešta zabýval grafickým designem. Vytvořil kolem sta obalů gramofonových desek s klasickou hudbou a získal ocenění za knižní a plakátovou tvorbu (1. cena v kategorii Politický plakát, Mexiko, 1990). Od přelomu 80. a 90. let se věnoval převážně figurální a portrétní malbě a brzy si osvojil snadno rozpoznatelný osobní styl. Svou kresebnou zručnost nejprve uplatnil v hyperrealistické malbě. Tu však postupně opustil ve prospěch expresivnějšího syrového výrazu, který je bližší jeho naturelu.
Umění Daniela Pešty je silně intuitivní, ovlivněné společenskými tématy a politikou, reflektující zranitelnost jedince i složitost jeho nitra. Nebojí se riskovat, neboť umělecký čin je zároveň vyjádřením jeho radikálního sociálního a politického postoje. Náměty děl se dotýkají podstaty lidské existence a role jedince v globálním společenství a často mají sociální či politický podtext s důrazem na rizika zneužitelnosti moci. Jeho typickým motivem se stává téma masky, kterou vnímá jako symbol přetvářky nebo ztrátu individuální identity. Ve své zmnožené podobě vytváří maska pouhou beztvarou hmotu bez osobitých rysů, bez příběhu, kde se člověk stává pouhou statistickou položkou.
V roce 1998 absolvoval Daniel Pešta první studijní pobyt v New Yorku. Kontakt se světovou uměleckou scénou jeho tvorbu významně ovlivnil a kromě obrazů začal vytvářet i sochy a závěsné instalace. V naturalistických asamblážích experimentuje s voskem, kůží, textilem, či fotografiemi. Od roku 2004 se jeho oblíbeným materiálem stala semitransparentní epoxidová pryskyřice, do které nejprve zatavil své starší obrazy a objekty, čímž je trvale konzervoval a zároveň znehodnotil. Později stejnou techniku použil v rozsáhlých instalacích fotografií v cyklu Genetické kódy I–IV (2008–2013), v monumentálním díle Mlýnky času Václava Havla (2011–2016), které je jako připomínka Václava Havla trvale umístěno v kostele sv. Anny v Praze, souboru objektů na téma Ecce Homo (2004–2011) a Kristus (2011) nebo sérii 21 asambláží Záznamy noční hlavy (2012–2015), které jsou souhrnem klíčových témat jeho tvorby. V Záznamech kombinuje staré a nové fotografie s malbou, tkanými sítěmi a bizarními objekty nejasného původu. Některé vize jsou ostré a přítomné, jiné zamlžené a zasunuté do zapomnění. Podle principu snové logiky se v nich prolíná skutečnost se vzpomínkami z dětství a celá série opisuje život od zrození přes dospívání, erotické tenze i pocity strachu a viny, až po nenaplněná očekávání, únavu a obavy ze smrti.
V roce 2009 se důležitou součástí jeho tvorby stává videoart. V expresivním díle Narcissus (2010) používá masku vlastního obličeje, která je jako jeho nepohodlné a omezující „alter ego“ nakonec pozřena a spolknuta. Podobné video s názvem Výkřik (2010), které je součástí celého souboru metaforických děl na téma mezních stavů lidské existence, ukončuje symbolické zašití úst. Ve videoartu Řetěz (2017) sedí skupina mužů v bílých košilích a v jakémsi iniciačním rituálu tajného spolku nebo sekty přejímá oheň od svého vůdce a hořícíma rukama rytmicky buší do stolu před sebou. Obraz je metaforou manipulace jedince, který je připraven se obětovat ve jménu ideologie.
Samotný lidský úděl, který Daniel Pešta nahlíží jako zoufalé sisyfovské snažení, reflektuje série videoartů Odnikud nikam (2017). Nazí jedinci, uvězněni v průhledné kostce, mají jedinou možnost posunovat svou klec stále vpřed, aniž by se z ní dokázali vymanit. Ve videozáznamu Kapka (2017) je lidské oko podrobeno nekončícím drobným utrpením každodenního života, které představuje pravidelně dopadající kapka vody.
Umělec osobitě interpretuje některé křesťanské symboly a staví je do nového kontextu. Figura Ježíše Krista je ztvárněna v epoxidovém bloku jako Ježíš v plodové vodě, ale nikoli jako embryo, nýbrž jako ten, kdo je předem předurčený k nevyhnutelnému osudu ukřižování. Asambláže fragmentů krucifixu (Puzzle II, 2000–2017) nebo vztyčených rukou sošek Ježíše trčících z krychle pryskyřice (Memento 2, 2019) nemají jednoznačnou interpretaci – mohou představovat symbol utrpení i vítězné gesto. Kristovo tělo sejmuté z kříže je prezentováno jako mumie obalená včelím voskem, jeho Zvěstování má podobu jakéhosi mimozemského androgyna s mládětem (Annunciation, 2014, 2018). V pulsující světelné projekci promítá trnovou korunu na hromadu soli v rytmu ženského dýchání a připomíná tak sedm bolestí Panny Marie (White Zone, 2010).
Peštova díla často poukazují na mocenské manýry narcistických vůdců, pokrytectví církve či lhostejnost bezpáteřních jedinců, které vedly k tragédiím, jakou byl holocaust, ale také reflektují problémy současné společnosti, např. stigmatizaci sociálních minorit. Roku 2013 představil na Bienále v Benátkách alarmující videoprojekt I was born in your bed, ve kterém se pokouší zpochybnit zažité společenské stereotypy, které zařazují Romy na základě barvy jejich pleti do sociálních kategorií na okraji společnosti. Video provází série portrétů romských dětí, které svým tázavým pohledem nutí diváka k přemýšlení (I am Gypsy, and you?). Dvojice zdánlivě podobných neonových nápisů: I was born in your bed – I was born in your head nastoluje otázku, zda osud jedince určuje jeho původ nebo společenské konvence. Determinace místem narození, kdy nestejné startovní podmínky často určují místo jedince ve světě, je konfrontována s obecným podvědomím, které podléhá stereotypům a rodí se v reakci na společenskou manipulaci. Téma lidského předurčení a schopnosti či pouhé šance vymanit se ze společenských vzorců bylo latentně přítomné ve všech instalacích a videích vystavených na jeho souborné výstavě ve dvou podlažích galerie DOX (2018).
Mezi díla, která se zabývají analýzou lidského podvědomí či predestinací osudu, patří cyklus Genetických kódů – asambláží z fotografií ze starých alb, zalitých do pryskyřičných bloků podobných malým relikviářům a instalované jako mozaika v monumentálních závěsných blocích způsobem, který vizuálně evokuje metodu sekvenování DNA. Tváře a postavy kdysi konkrétních lidí se zde stávají pouhým článkem řetězce, ve kterém předurčuje osud budoucího jedince jeho původ nebo sociální role (Genetic code – Brides, 2008–2009, – Carmens, 2012–2013). Protějškem instalace Ženský element, s fotografiemi žen ve svůdných pózách, je dílo Alfa vlk které prostřednictvím fotografií vlků ilustruje stereotypy mužského chování.
Maska vytvořená jako odlitek tváře je pro Peštu nejen symbolem přetvářky, ale zachycuje i konkrétní výraz, který užíváme jako sofistikovaný nástroj k vlastní prezentaci. Takový účinek u diváka vyvolávají rozměrné asambláže Puzzle, v nichž masky zachycují celou škálu výrazů tváře. V projektu Nulová gravitace (Gravitation zero, 2011) autor použil zevnitř nasvícené masky, odtržené od statických postav mnichů a vznášející se v prostoru. Dílo nenabízí jednoduché interpretace – masky mohou představovat osvícení, stejně jako absolutní odosobnění. Mrazivá vize anonymních a neživotných masek, z nichž jsou složeny tři krychle objektu Andělé přežijí (2011), instalované v budoucím památníku židovských transportů na nádraží Bubny, tvoří jakýsi protějšek instalacím pozůstatků obětí koncentračního tábora Osvětim.
Pešta se zejména v řadě „skupinových portrétů“ zabývá ničivou psychologií manipulovaného davu nebo ztrátou individuality (diptych Jan a Anna, 2017). Svými díly opakovaně připomíná, jak snadné je pro autokrata najít pomyslného nepřítele v některé menšině, charakterizované nábožensky, barvou pleti nebo jen alternativním životním stylem, a vyvolat obavy nebo psychózu, které usnadňují manipulaci. V expresivní nadsázce jsou hlavy voličů redukované na šklebící se grimasy s řvoucími ústy a vyplazenými jazyky (Volby, 2016–2017). Vypjatá emoce, která může znamenat cokoli mezi výrazem hrůzy, bezmoci, nesnesitelné bolesti nebo návalu zuřivosti, je předmětem série maleb s názvem Výkřik (2015–2016).
Námětem Peštova projektu Something is wrong z roku 2024 se stal „gen zla“, zakotvený v genetické výbavě člověka. Americký psycholog Philip Zimbardo přerod tzv. slušného člověka v bezcitnou bestii srovnává s přeměnou padlého anděla Lucifera v Satana. Aktivovat „Luciferův komplex“ je nesmírně snadné: stačí v lidech vyvolat strach a označit původce jejich ohrožení. Avizované nebezpečí ve skutečnosti většinou neexistuje, a tak je třeba ho uměle vytvořit. K tomu výborně slouží minority, které se odlišují barvou pleti, náboženským vyznáním, sexuální orientací nebo jenom způsobem života, osvětluje Pešta. V jeho malbách, asamblážích, prostorových objektech a instalacích na sebe zlo bere podobu těl bez tváří degradovaných na organickou hmotu bez vlastní vůle. Používá také výmluvný motiv masky symbolizující uniformitu, anonymitu a rezignaci na osobní zodpovědnost, které pro bujení zla připravují živnou půdu. Různé úhly pohledu na problematiku zla, které Daniel Pešta ve svém díle nabízí, dohromady komponují synkretický opus, který je ojedinělým zobrazením zla v současném výtvarném umění.
Jako protipól temné stránky lidské podstaty nabízí Pešta transcendentální přesah existence, jenž člověka osvobozuje z lpění na hmotě a dokáže tak přemoci onu temnou a mocichtivou bestii zakódovanou v jeho podstatě. Spirituální dimenze bývá v jeho díle personifikována do postavy Ježíše Krista, jenž se - oproštěný od historických a kulturních souvislostí - stává mementem nadosobních morálních hodnot, pro které má smysl se obětovat.
Pešta je interpretačně komplikovaný umělec, který překračuje formální realismus. Jeho jedinečná kombinace inspiračních zdrojů vytváří umění, které se stává nadčasové.

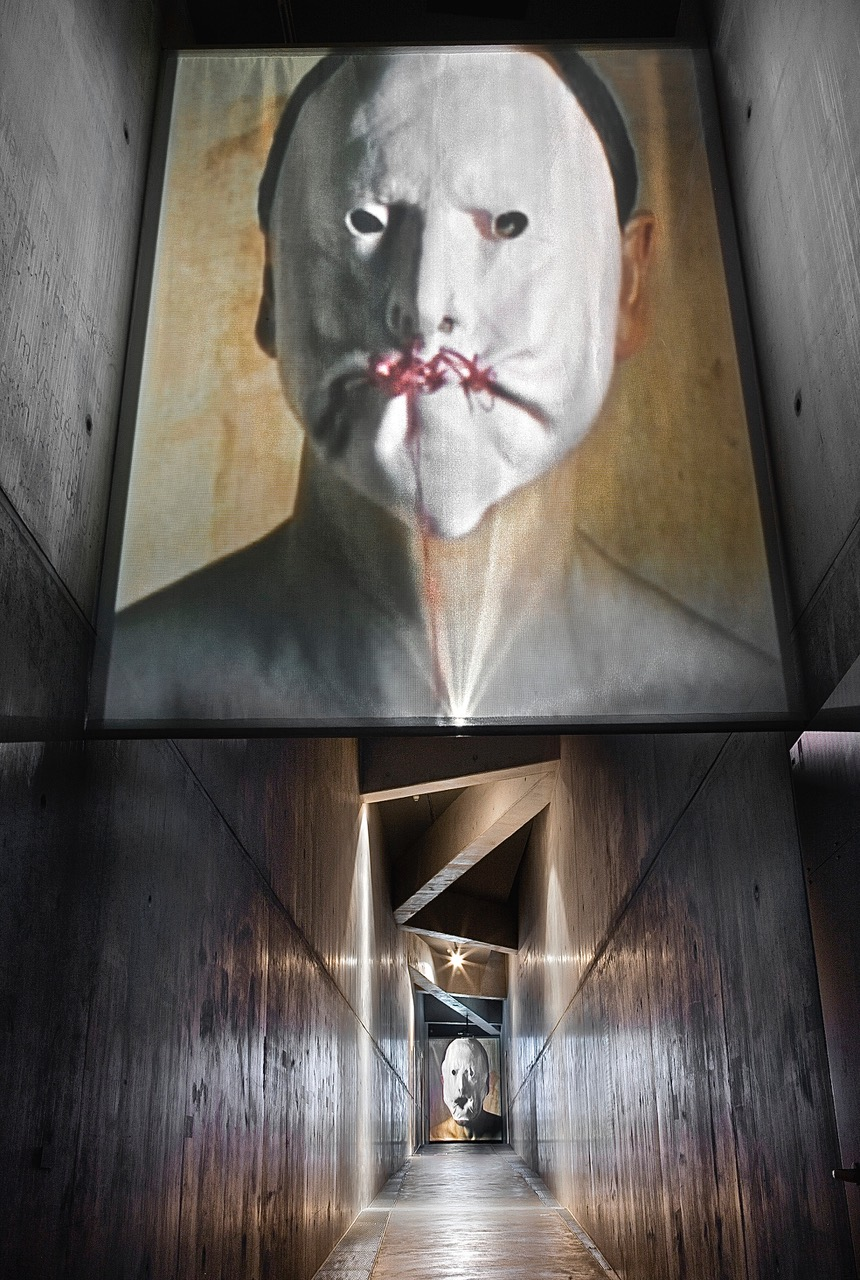
Daniel Pešta, Narcis, videoart, Dům Felixe Neussbauma, Osnabrück, 2011
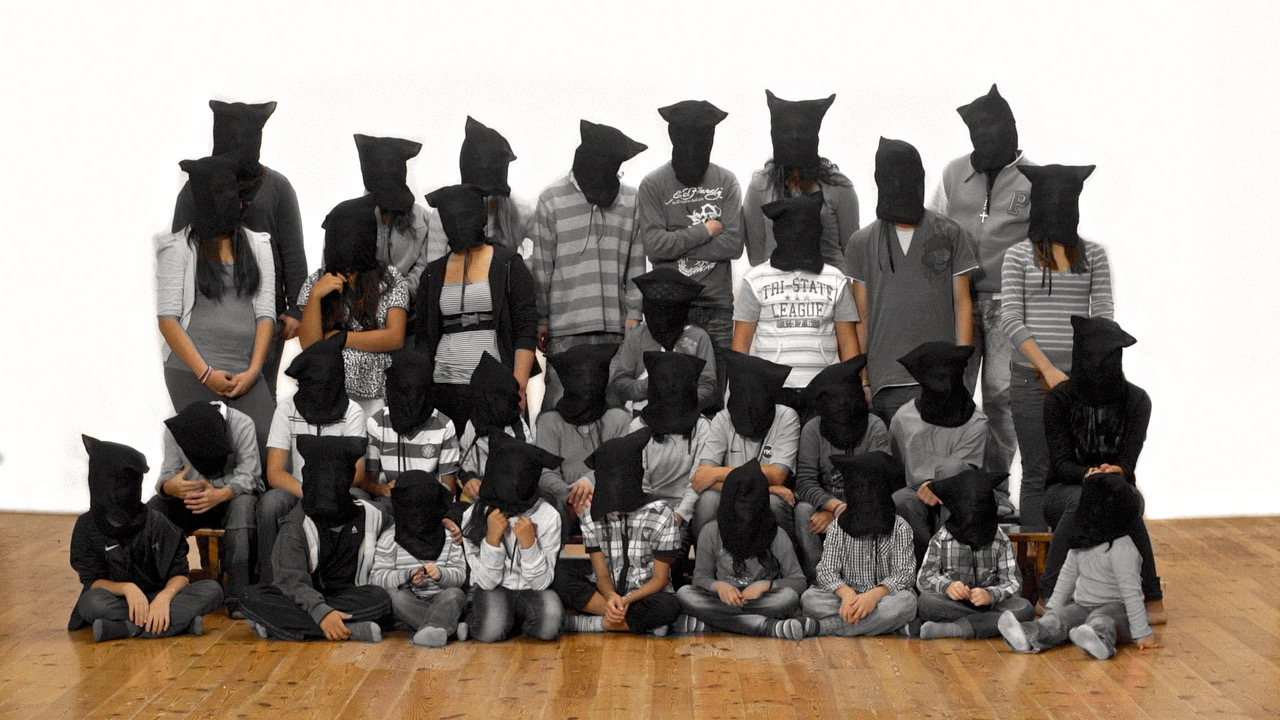
Daniel Pešta, I was born in your bed 1., videoart, 2013
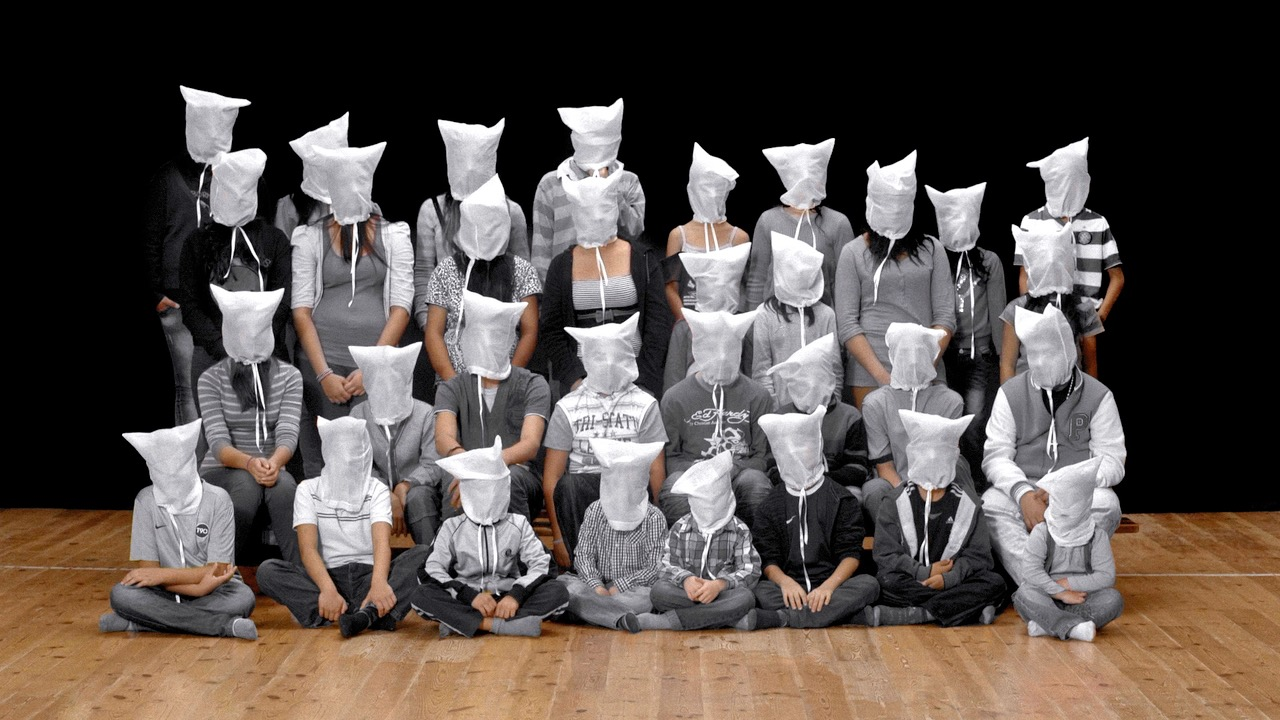
Daniel Pešta, I was born in your bed 2., 2013
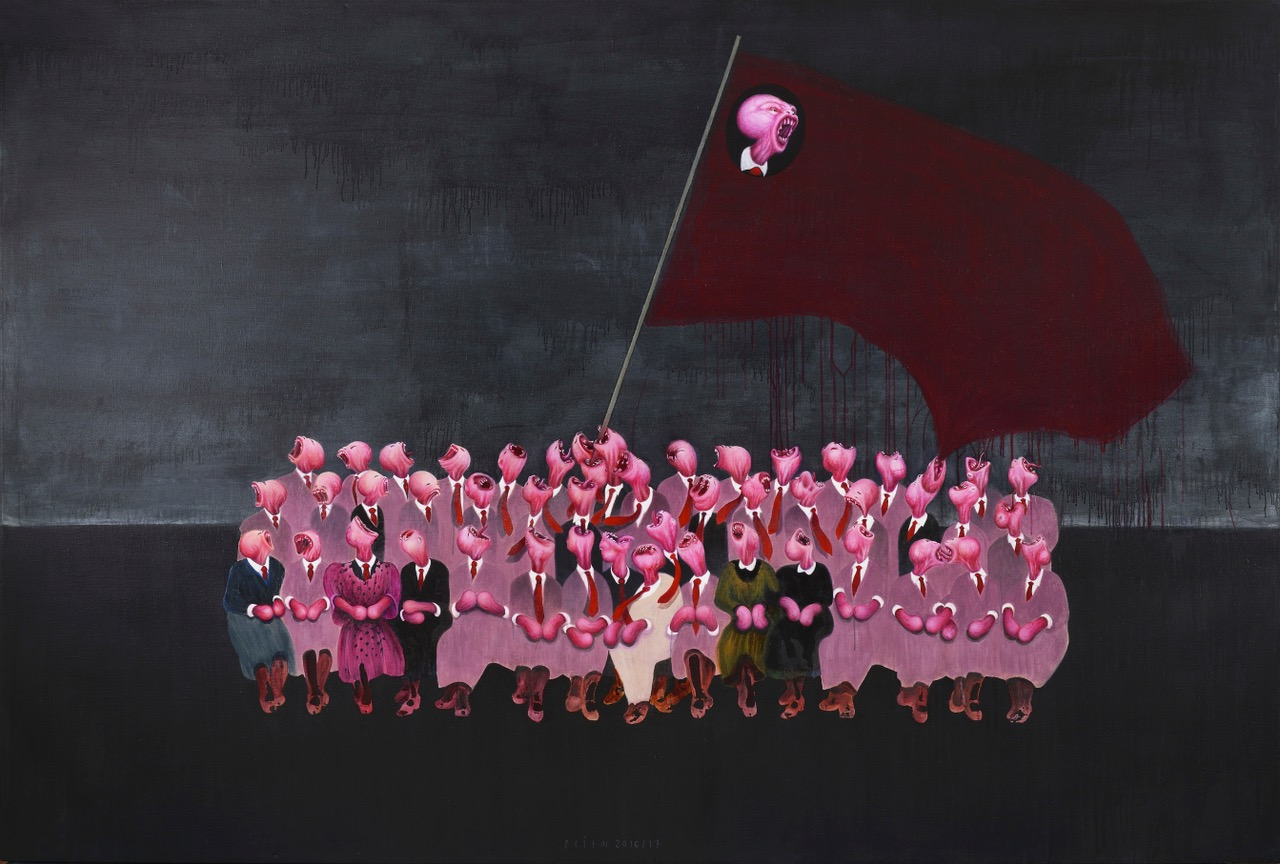
Daniel Pešta, Volby, akryl na plátně, 270 × 180 cm, 2016–2017
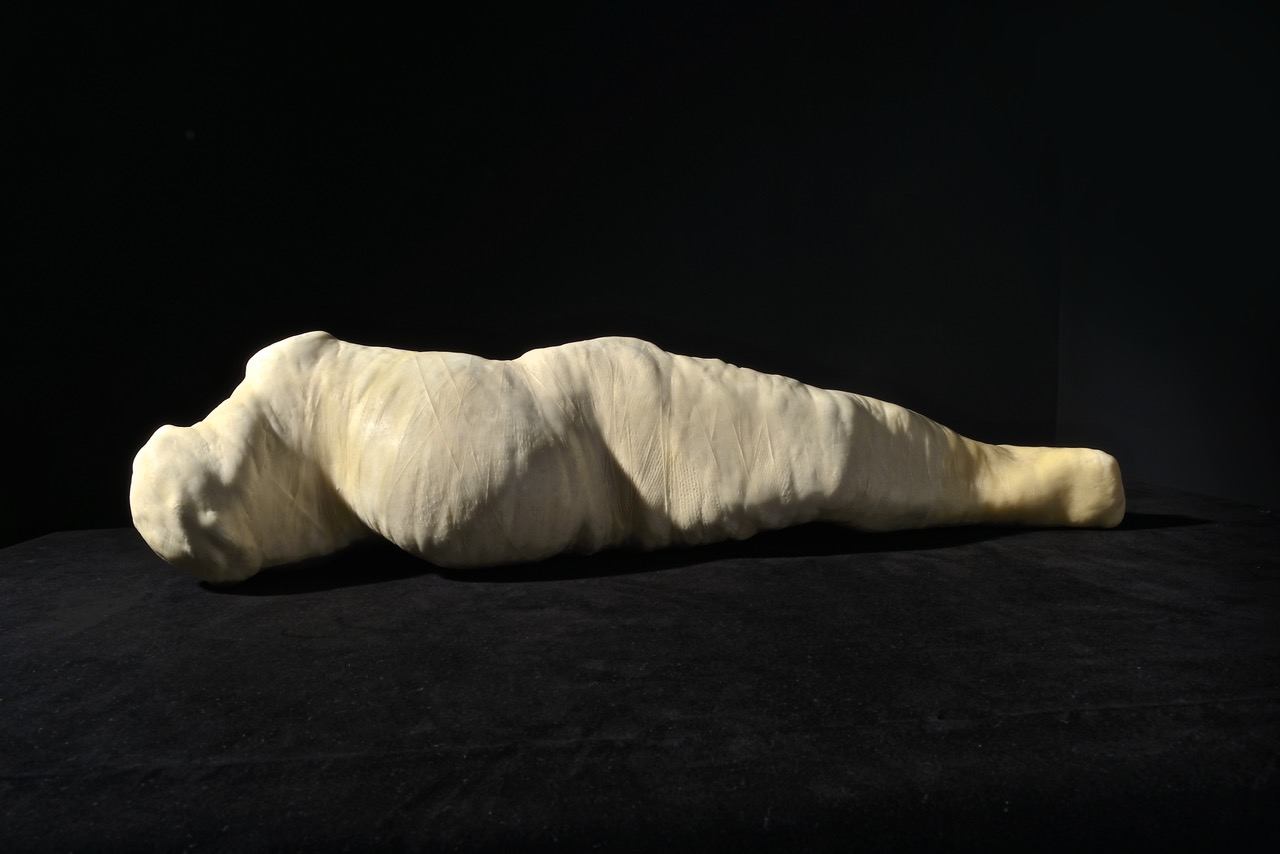
Daniel Pešta, Zvěstování č.1., látka, kůže, vosk, 2015
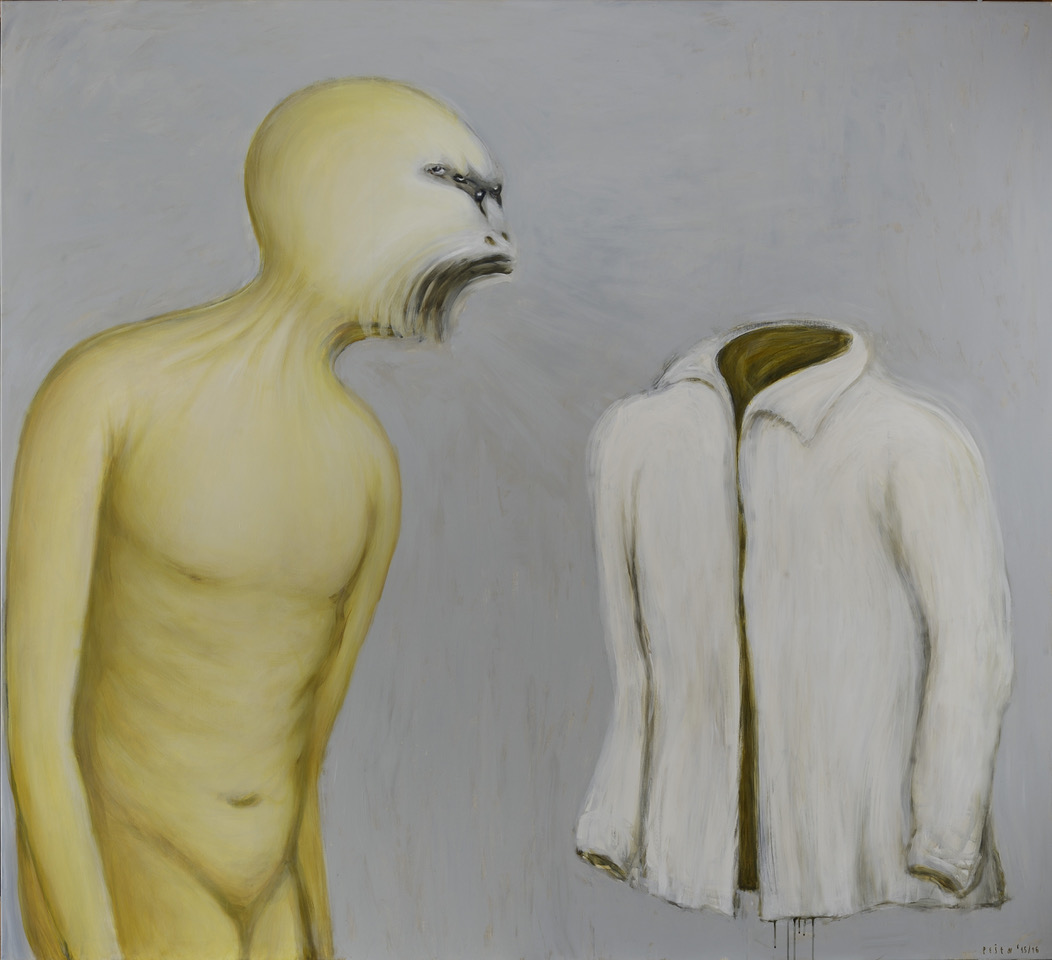
Daniel Pešta, Výkřik č. 3, akryl na plátně, 200 × 220 cm, 2015–2017
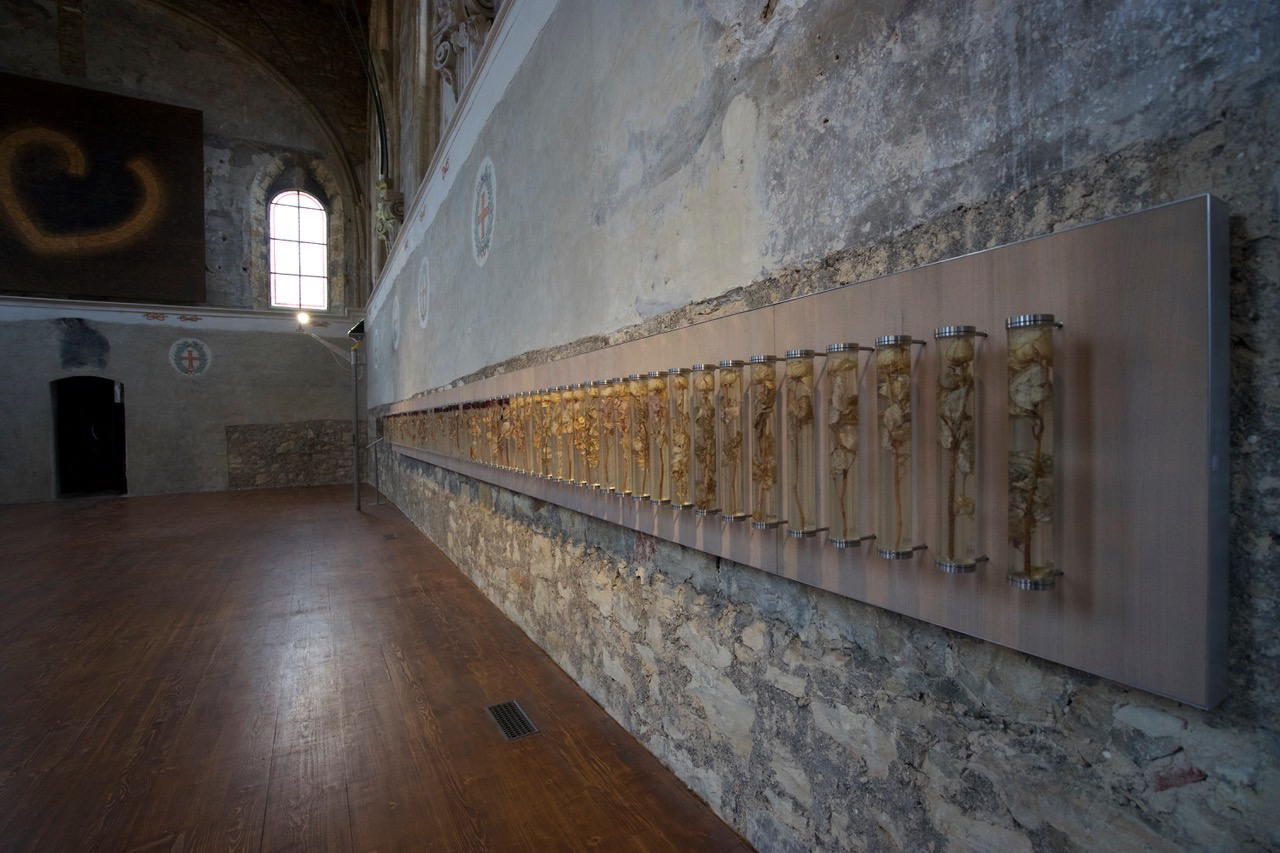
Daniel Pešta, Boží mlýnky Václava Havla, trvalá instalace, autentické stvoly pietních růží, Duchovní centrum Pražská křižovatka, (kostel sv. Anny) 2011–2016
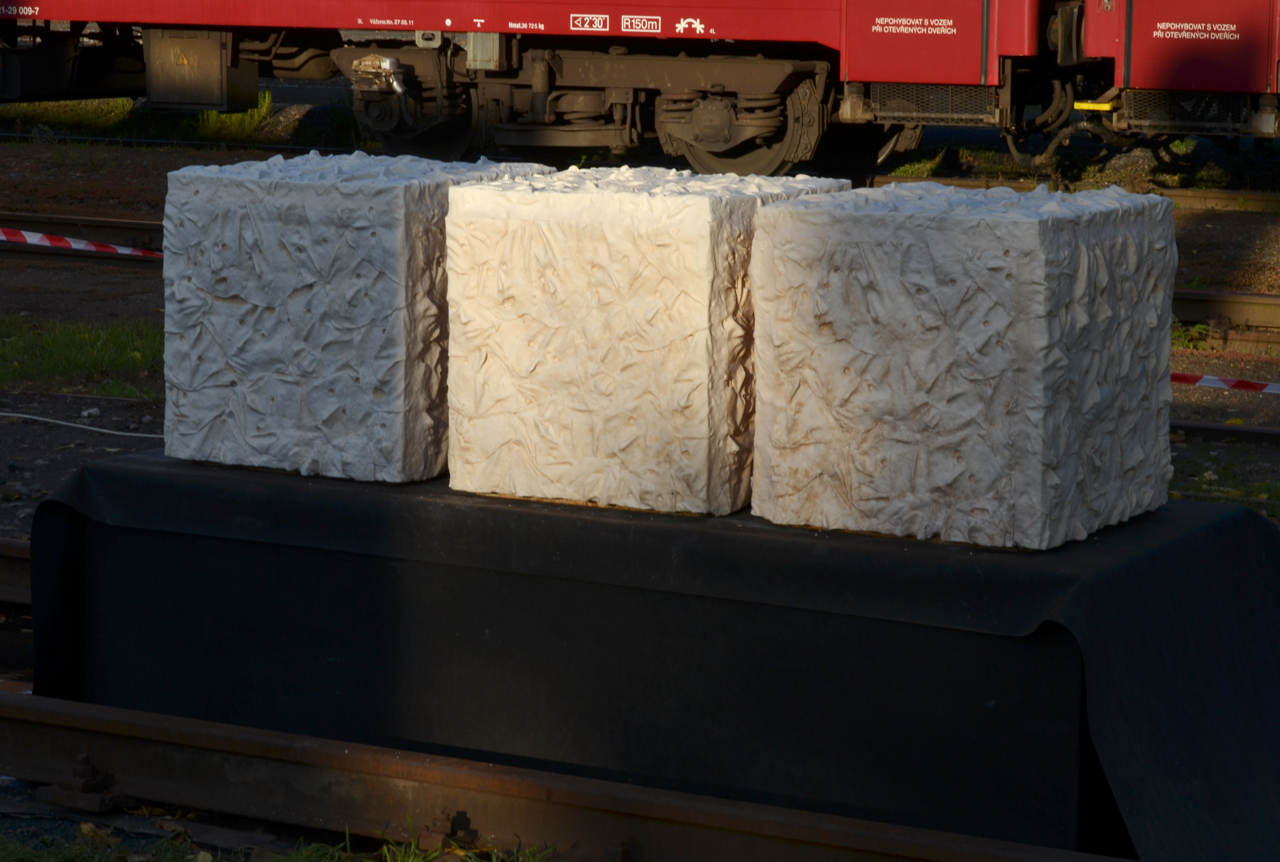
Daniel Pešta, Andělé přežijí, Památník ticha, Bubny 2017
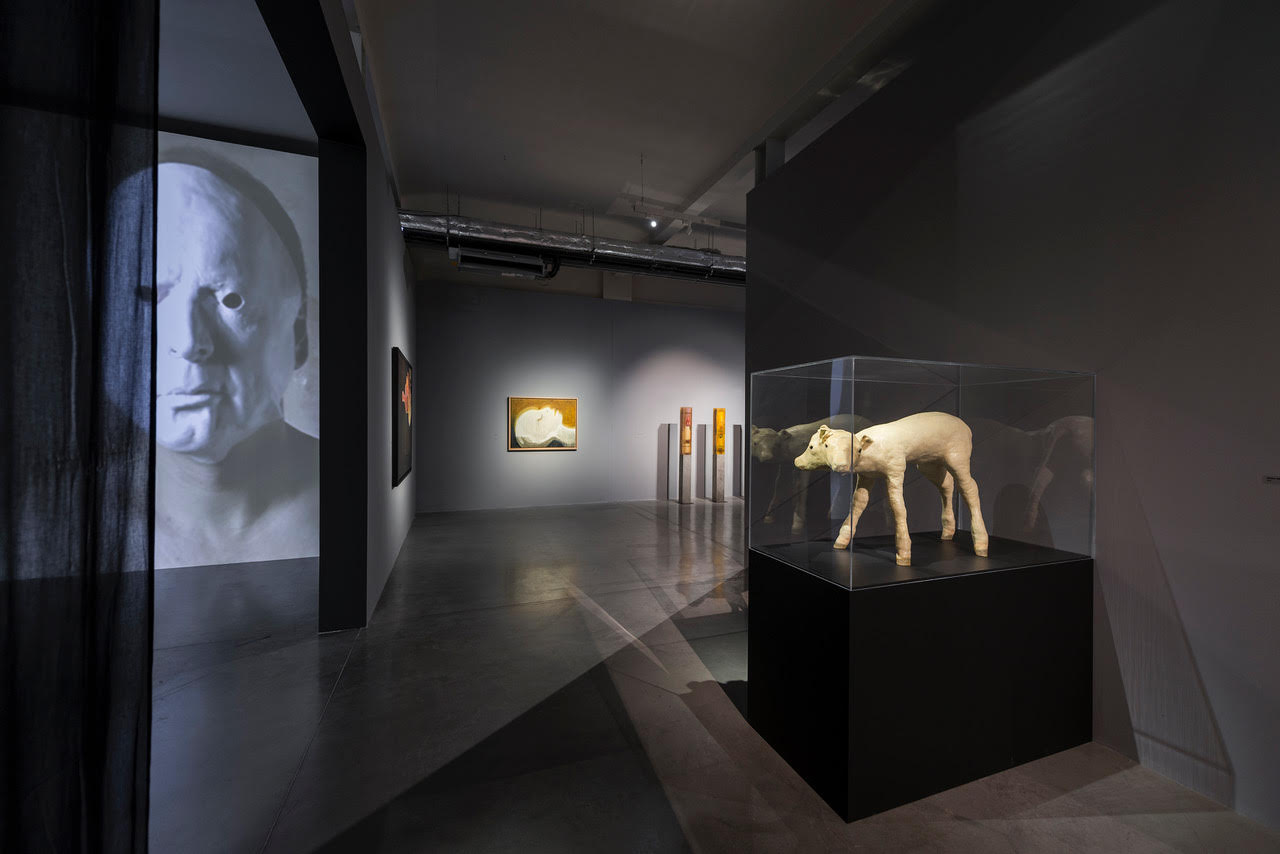
Daniel Pešta, DeTermination, DOX, 2018
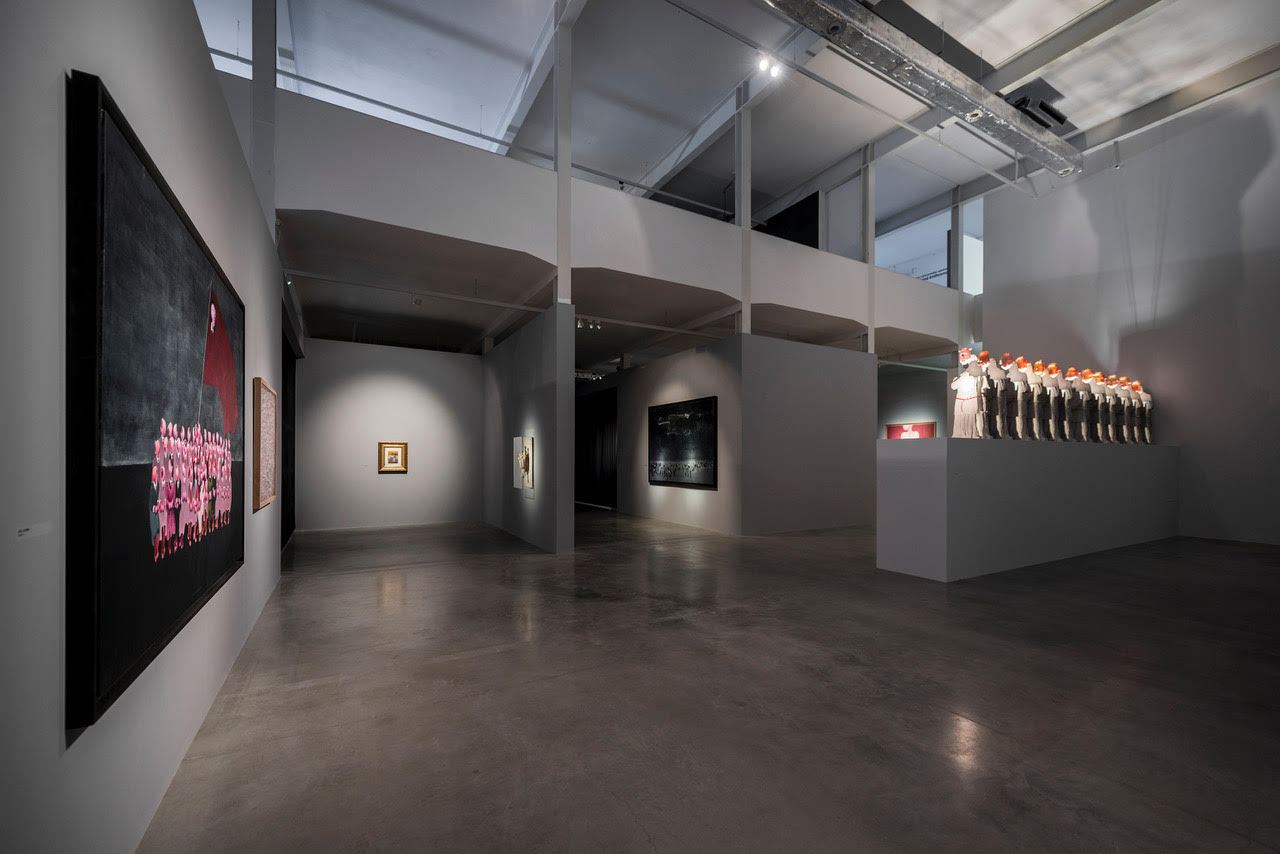
Daniel Pešta, DeTermination (2), DOX, 2018
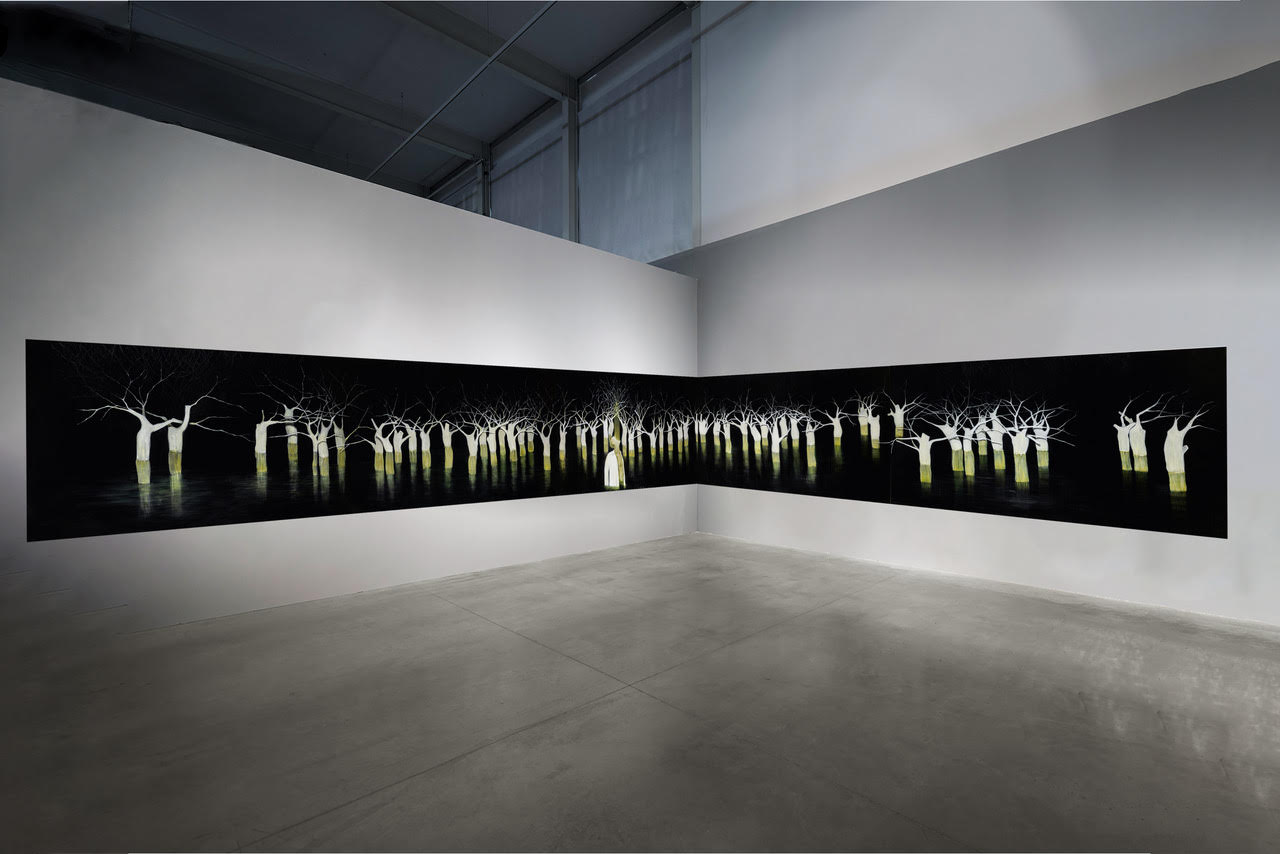
Daniel Pešta, Ecce Homo, akryl na plátně, 190 × 150 cm, 2018–2019
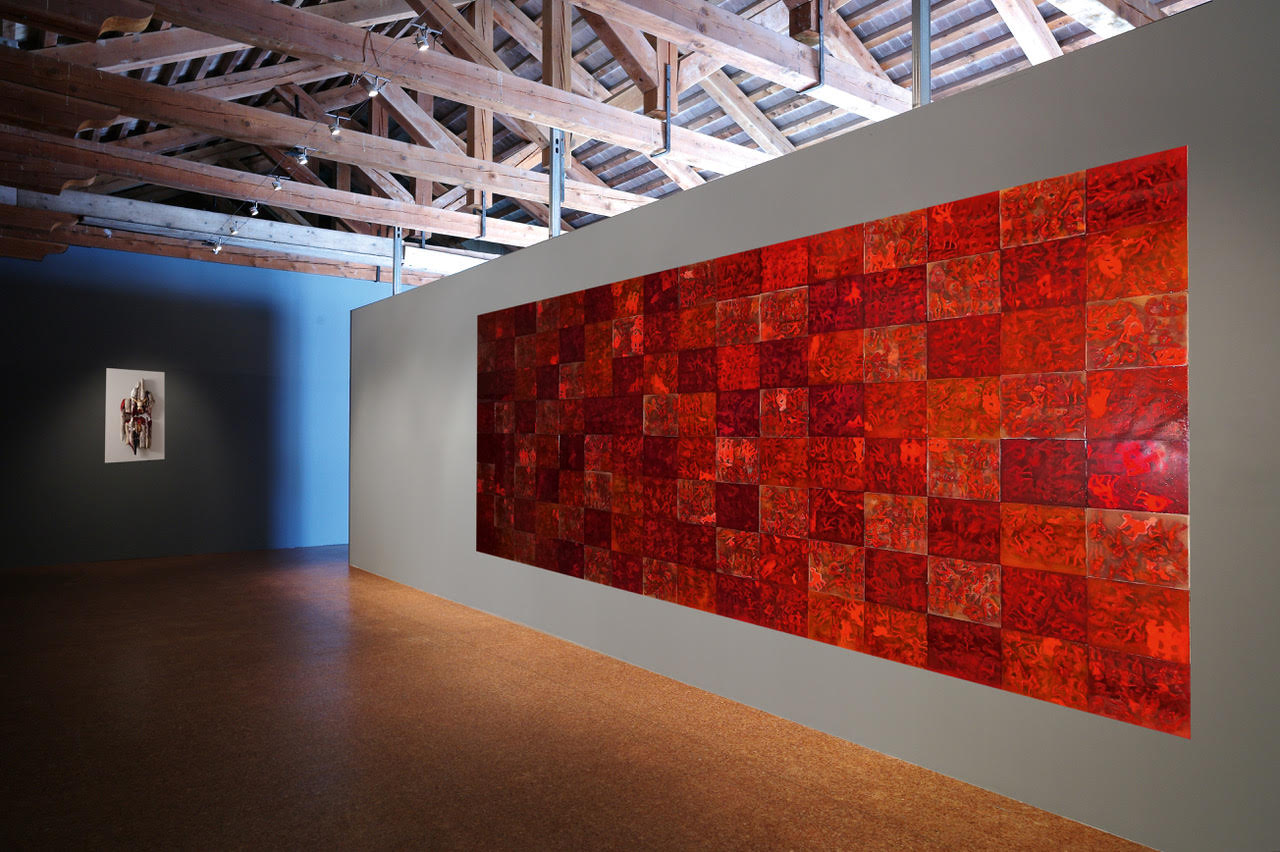
Daniel Pešta, Stěna života, epoxidová pryskyřice, 240 × 450 cm, 2017–2020
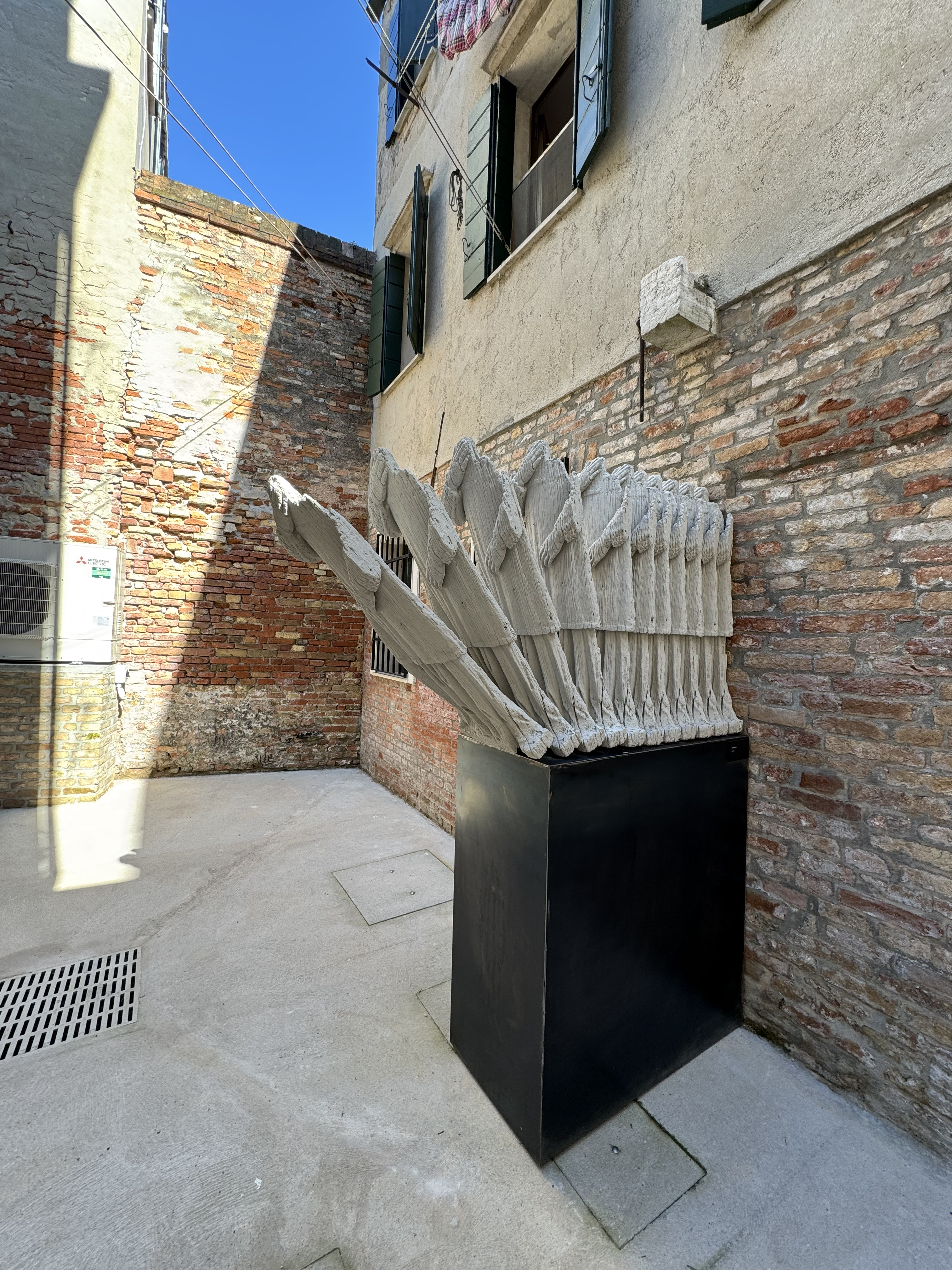
Daniel Pešta, „Something is wrong“ , Venice 2024 (III)
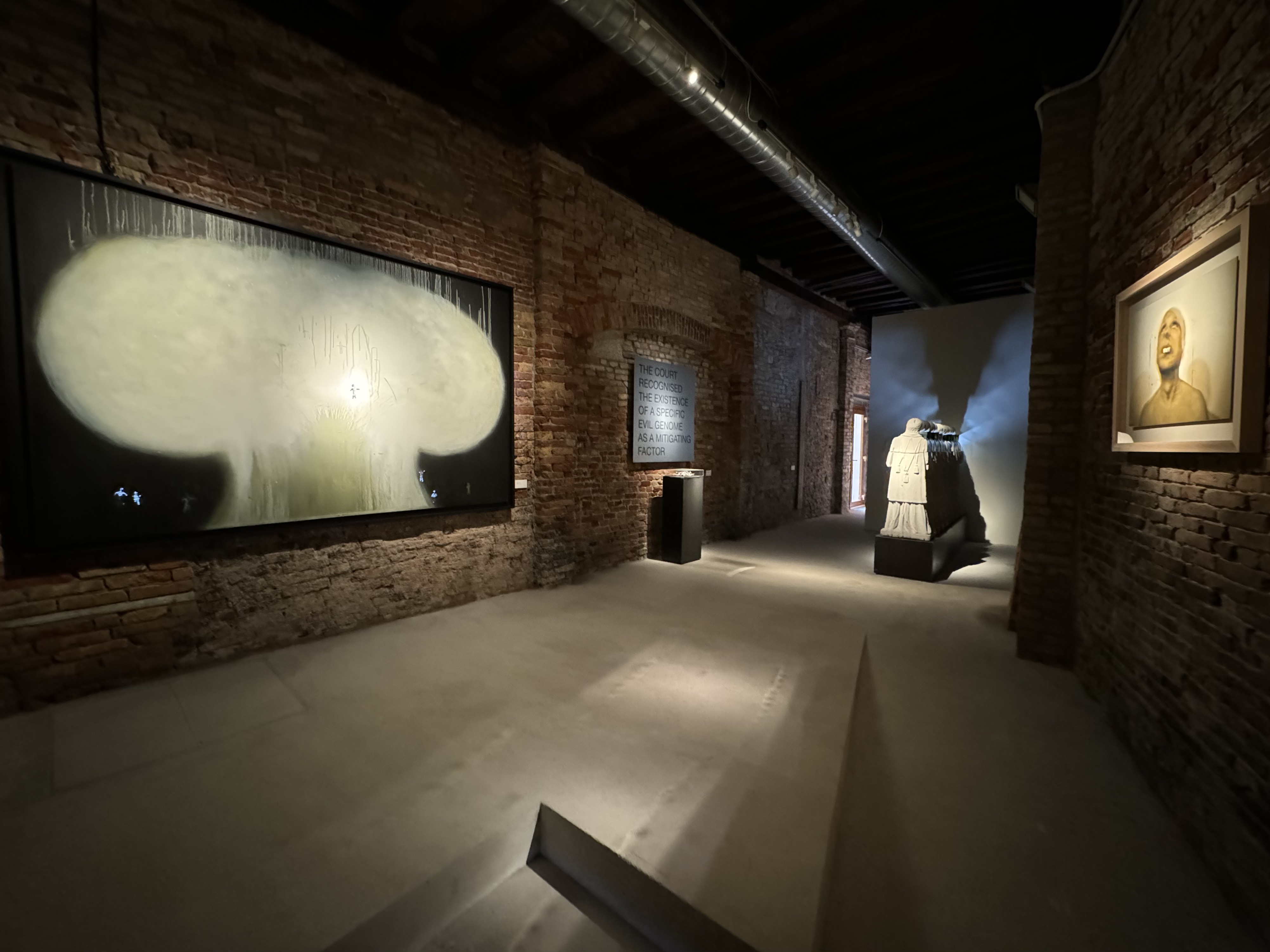
Daniel Pešta, „Something is wrong“ , Venice 2024 (I)
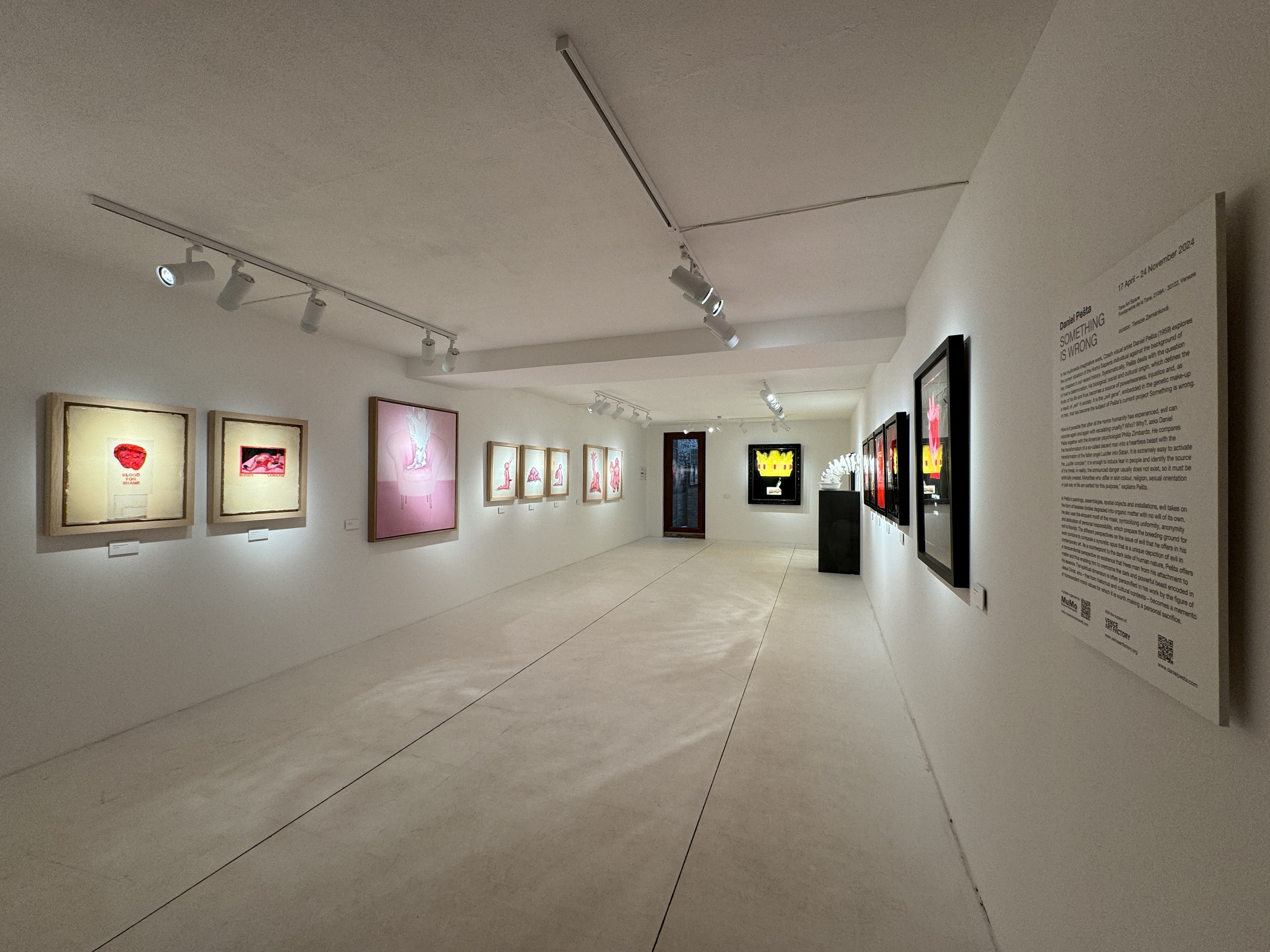
Daniel Pešta, „Something is wrong“ , Venice 2024 (II)

### Ocenění
- 1990 Mexico City Biennale 1., cena v kategorii Politický plakát, Mexiko
- 2001 Florence Biennale 3., cena v kategorii nových medií, Florencie, Itálie
- 2002 Nejkrásnější kniha roku, cena v kategorii bibliofilií: Tomáš Hrách, Kašpárkův konec, Argo, Praha
- 2009 Nejkrásnější kniha roku, nominace v kategorii katalogů, Praha
- 2014 Now&After International Video Art Festival, Gulag Museum, Moscow (I was born in your bed), čestné uznání
- 2017 Druhá cena za malbu, London Art Biennale 2017
- 2019 Druhá cena za expresionistické umění, London Art Biennale 2019

### Výstavy

#### Autorské (výběr)
- 1993 Konkávní obrazy, Karolinum, Praha
- 1995 Konvexní obrazy, Axion Gallery, Cheltenham
- 1998 Daniel Pešta in Montserrat Gallery 1., New York
- 2000 Daniel Pešta in Montserrat Gallery 2., New York
- 2002 Bílá zóna, Galerie Kritiků, Praha
- 2005 Hot Doks 1. (s Václavem Bláhou), Kunsthalle, Frankfurt nad Mohanem
- 2005 Hot Doks 2. (s Václavem Bláhou), Galerie Palais am Festungsgraben Berlín
- 2007 Sweet Home, Akropolis, Praha
- 2010 Black Light, Galerie Maier-Hahn, Düsseldorf
- 2010 Levitace, Muzeum Montanelli, Praha[23]
- 2011 Levitation, Felix-Nussbaum-Haus – Kulturgeschichtliches Museum, Osnabrück
- 2012 Gravitation Zero, Kunstmuseum, Solingen
- 2012 Na jiné planetě (Ve jménu lásky…) (se Suzanne Pastorová), Artinbox gallery, Praha
- 2013 Kunst in der Katastrophe, Deutscher Bundestag, Berlín
- 2013 I was born in your bed, Sala del Camino, Benátky[24]
- 2014 I was born in your bed, Jízdárna Zámeckého návrší, Litomyšl
- 2015 Art Biennale, Palazzo Bembo (Personal Structures), Benátky
- 2016 Záznamy noční hlavy, White Gallery, Osík u Litomyšle[25]
- 2017 Škola, Artinbox Gallery, Praha
- 2017 GEN Y!, White Gallery, Litomyšl
- 2018 DeTermination, Centrum současného umění DOX, Praha[26][27][28]
- 2019 Ex citace, kostel nalezení sv. Kříže, Litomyšl[29]
- 2019 I’m Your Mother, Artinbox Gallery, Praha
- 2022 Ecce Homo, Personal Structures - Reflection, Art Biennale, (solo project), Palazzo Bembo, Venice[30]
- 2024, Something is wrong, Tana Art Space, (17.4. - 24.11.2024), Fondamenta de la Tana, kurátorka Terezie Zemánková, Benátky[31][32][33][34]

#### Společné (výběr)
- 2007 Prague Biennale 3., Karlin Hall, Praha
- 2009 Prague Biennale 4., Karlin Hall, Praha
- 2010 Francisco de Goya – Vize příznaků a naděje, Kunstmuseum, Solingen
- 2011 Umění porodit, Artinbox gallery, Praha
- 2012 Maria, Maria, Felix-Nussbaum-Haus – Kulturgeschichtliches Museum, Osnabrück
- 2012 Turn On, Tune In, Factory Art Gallery, Berlín
- 2012 It’s Liquid Identities. Videoart Festival, Scoletta di San Giovanni Battista e del SS. Sacramento in Bragora, Benátky
- 2012 Snění, Artinbox, Praha
- 2013 London Art Biennale, Chelsea Old Town Hall, Londýn
- 2013 Kdo lže, ten krade, Artinbox gallery, Praha
- 2013 Liquid Borders, International art festival of photography, video art and installation, Sala Bona Sforza, Castello Svevo, Bari
- 2013 Kde domov můj?, Centrum současného umění DOX, Praha
- 2014 Geny a Generace, Galerie Artinbox , Praha
- 2014 Now&After Video Art Festival, Moskva
- 2014 Buenos Aires, Pixels of Identities, Galeria de Arte Laura Haber
- 2014 Regensburg, Gegenüberstellung (with Markus Lüpertz, Dorota Nieznalska, etc.)
- 2014 Now & After, videoart festival, Alexandrinsky Theater in St.Petersburg
- 2014 Venice, Morphos, Sustainable Empire, Puzzels, Palazzo Albrizzi
- 2015 London Art Biennale
- 2015 Skvělý nový svět, Centrum současného umění DOX, Praha
- 2015 Liquid Cities, New York
- 2015 Hybrid Effects, Palazzo Radetzky, Milan
- 2016 It's Liquid Experimental Art Architecture and Design Festival, BAU International Academy, Řím
- 2016 Eurasian Film Festival, České centrum New York
- 2016 Self Identities, Laura Haber Gallery, Buenos Aires
- 2017 Art Biennale, Palazzo Mora, Venice
- 2017 London Art Biennale
- 2019 Daniel Pešta: TOP SECRET!, Personal Structures – Identities, Palazzo Mora, Art Biennale Venice[35]
- 2021 Nadějné vyhlídky, DOX, Centre for Contemporary Art Prague
- 2022 Personal Structures - Reflection, Art Biennale, Palazzo Mora, Venice[36][30][37]
- 2022 Openart Biennale, Vågengalleriet, Örebro, Sweden[38]
- 2022 Ne(Moc), DOX, Centre for Conemporary Art Prague
- 2022 Nový světový pořádek, (Památník ticha), Karolinum, Praha
- 2022 MYTHOS?, Museum Montanelli, Praha
- 2024 Jan Švankmajer’90, Přežít svůj život, Artinbox Gallery
- 2024 Městská obrazárna nově, Smetanova výtvarná Litomyšl, Městská galerie Litomyšl
- 2024 Forgotten Innocence (Zapomenutá Nevinnost), Personal Structures, Beyond Boundaries, European Culture Centre, Palazzo Mora, Venice[39]

### Zastoupení ve sbírkách (výběr)
- Nadace Vize Václava a Dagmar Havlových
- MuMo, Museum Montanelli, Praha
- Muzeum F. (Sochy pro barokní niku), Klatovy
- Felix-Nussbaum-Haus – Kulturgeschichtliche Museum, Osnabrück
- Kunstmuseum Solingen
- Sbírka Michaela Haydena, Geelong, Austrálie
- University of British Columbia, Vancouver
- Národní muzeum plakátu, Ciudad de México
- Městská Galrie Litomyšl
- Minnete Colection, Santa Fe, USA
- Muzeum romské kultury[40]

### Autorské katalogy
- Daniel Pešta: Obřízka / Circumcision, 2001, Vlasta Čiháková-Noshiro et al., 28 s., Žaket, Praha
- Bílá zóna, 2002, Vlasta Čiháková-Noshiro, 12 s., Galerie kritiků, Praha
- Daniel Pešta: Hot doks 2, 2005, Altenburg-Kohl Dadja, Machalický Jiří, Pešta Daniel, 52 s., Galerie Montanelli, s.r.o., Praha
- Daniel Pešta: Creme de la creme, 2006, kat. 70 s., Galerie Montanelli, s.r.o., Praha
- Daniel Pešta: Ztracené ráje, ztracení andělé, 12 s., Galerie Montanelli, s.r.o., Praha
- Daniel Pešta / Sweet Home, text Behm Meike, Slámová Eva, 172 s., vydala Galerie Montanelli, s.r.o., Praha a nakl. Argo, Praha 2006, ISBN 80-7203-797-8
- Daniel Pešta / Levitace, text Altenburg-Kohl Dadja, Pešta Daniel, Nadace DrAK, Kulturgeschichtliches Museum Osnabrück – Felix-Nussbaum-Haus a Kunstmuseum, Solingen, Praha 2010, ISBN 978-3-938823-81-1
- Daniel Pešta: Inside, 56 s., Museum Montanelli (MuMo), Praha (nedatováno)
- Daniel Pešta: DeTermination, text Terezie Zemánková, 196 s., DOX Prague 2018, ISBN 978-80-87446-47-8
- Daniel Pešta: En Bloc, text Terezie Zemánková, 192 s., DOX Prague 2018, ISBN 978-80-87446-49-2
- Daniel Pešta, Big Bang, text Terezie Zemánková, 168 s., DOX Prague 2021, ISBN 978-80-87446-53-9
- Daniel Pešta: Something is Wrong, text Terezie Zemánková, transl. Robert Russell, MuMo, Venice Art Factory 2024